# Kahaani
Pour plus de détails, voir Fiche technique et Distribution.
Kahaani est un thriller à énigme indien, produit et réalisé par Sujoy Ghosh, sorti en 2012.
Ce film raconte l'histoire de Vidya Bagchi, une femme enceinte à la recherche de son mari disparu à Calcutta durant le festival de la Durgā pūjā, assistée par l'inspecteur Satyoki Sinha et Khan.
Il explore des thématiques féministes et maternels dans une société indienne patriarcale, utilisant des techniques de guérilla cinématographiques sur les rues de la ville de Calcutta.

## Synopsis
Vidya Bagchi (Vidya Balan), ingénieure en informatique enceinte vivant à Londres, part pour Calcutta à la recherche de son mari disparu. Aidée d'un policier, Satyoki Sinha (Parambrata Chatterjee), elle découvre bientôt que son époux est inconnu du National Data Center (NDC) censé l'employer. Cependant, la DRH de la société leur indique qu'il ressemble beaucoup à un de leurs ex-salariés, Milan Damji dont le dossier est conservé dans d'anciens bureaux de l'entreprise.
Vidya est traquée par un tueur qui convoite le fameux dossier et attire l'attention de l'Intelligence Bureau (service de renseignement intérieur) qui dépêche un agent, Khan, dans la capitale bengali. Khan révèle que Damji est un de leurs ex-agents et enjoint à Vidya et Rana de cesser leurs recherches. Mais, bien qu'elle soit au septième mois de sa grossesse, la jeune femme secondée par les deux policiers, poursuit son enquête dans une Calcutta en proie à des fêtes, des rassemblements de foule et des embouteillages monstres occasionnés par la célébration de Durgā pūjā.

## Fiche technique
Sauf indication contraire, les informations mentionnées dans cette section peuvent être confirmées par la base de données cinématographiques IMDb,  présente dans la section « Liens externes ».
- Titre : Kahaani
- Réalisation : Sujoy Ghosh
- Scénario : Sujoy Ghosh, Advaita Kala, Suresh Nair
- Dialogues : Ritesh Shah, Sutapa Sikdar
- Casting : Roshmi Banerjee
- Direction artistique : Kaushik Das, Subrata Barik
- Costumes : Suchismita Dasgupta, Sabyasachi Mukherji
- Son : Allwin Rego
- Photographie : Setu
- Montage : Namrata Rao
- Musique : Vishal-Shekhar
- Paroles : Clinton Cerejo, Vishal Dadlani, Anvita Dutt, Sandeep Srivastava
- Production : Sujoy Ghosh, Kushal Gada
- Sociétés de production : Boundscript, Pen Movies, Viacom18 Motion Pictures
- Sociétés de distribution : Broadway, Copiapoa Film, Kross Pictures, Viacom18 Motion Pictures
- Société d'effets spéciaux : Intermezzo Studios
- Pays d'origine :  Inde
- Langues : Hindi, bengali
- Format : Couleurs - 2,35:1 - DTS / Dolby Digital / SDDS - 35 mm
- Genre : Drame, thriller[2]
- Durée : 122 minutes (2 h 02)
- Dates de sortie en salles :
  -  France : 19 octobre 2013
  -  Inde : 9 mars 2012

## Distribution
- Vidya Balan : Vidya Venkatesan Bagchi
- Parambrata Chatterjee : inspecteur Satyoki "Rana" Sinha
- Nawazuddin Siddiqui :  A. Khan
- Indraneil Sengupta : Milan Damji
- Dhritiman Chatterjee : Bhaskaran K.
- Saswata Chatterjee : Bob Biswas
- Darshan Jariwala : capitaine Pratap Bajpayee
- Abir Chatterjee : Arup Basu
- Shantilal Mukherjee : R. Shridhar
- Kharaj Mukherjee : inspecteur Chatterjee
- Colleen Blanche : Agnes D'Mello
- Nitya Ganguli : Mr. Das
- Ritabrata Mukherjee : Bishnu
- Pamela Bhuttoria : Sapna
- Kalyan Chatterjee : Paresh Pal
- Riddhi Sen : Poltu
- Massod Akhtar : Rasik Tyagi

## Accueil

### Box office
La fréquentation des salles est faible au cours des premiers jours mais la tendance s'inverse progressivement. Selon Hindustan Times, le film fait une recette de 1,044 milliard de roupies à l'international (US$16 millions). Outre l'Inde, Kahaani est distribué aux USA, au Royaume-Uni, aux Émirats arabes unis, en Australie, en Nouvelle-Zélande, en Malaisie et au Pakistan.

## Distinctions
| Date             | Distinction                   | Catégorie                                                 | Nom                                                                                        | Résultat   |
| ---------------- | ----------------------------- | --------------------------------------------------------- | ------------------------------------------------------------------------------------------ | ---------- |
| 27 octobre 2012  | People's Choice Awards India  | Meilleur film                                             | Kahaani                                                                                    | Nomination |
| 27 octobre 2012  | People's Choice Awards India  | Meilleure actrice                                         | Vidya Balan                                                                                | Nomination |
| 15 décembre 2012 | Asia-Pacific Film Festival    | Meilleure actrice                                         | Vidya Balan                                                                                | Nomination |
| 31 décembre 2012 | BIG Star Entertainment Awards | Thriller le plus divertissant de l'année                  | Kahaani                                                                                    | Lauréat    |
| 31 décembre 2012 | BIG Star Entertainment Awards | Film le plus divertissant de l'année                      | Kahaani                                                                                    | Nomination |
| 31 décembre 2012 | BIG Star Entertainment Awards | Réalisateur le plus divertissant de l'année               | Sujoy Ghosh                                                                                | Nomination |
| 31 décembre 2012 | BIG Star Entertainment Awards | Actrice la plus divertissante de l'année                  | Vidya Balan                                                                                | Nomination |
| 31 décembre 2012 | BIG Star Entertainment Awards | Actrice la plus divertissante de l'année dans un thriller | Vidya Balan                                                                                | Nomination |
| 7 janvier 2013   | Zee Cine Awards               | Meilleur film - critiques                                 | Kahaani                                                                                    | Lauréat    |
| 7 janvier 2013   | Zee Cine Awards               | Meilleur réalisateur – critiques                          | Sujoy Ghosh                                                                                | Lauréat    |
| 7 janvier 2013   | Zee Cine Awards               | Meilleure actrice – critiques                             | Vidya Balan                                                                                | Lauréat    |
| 7 janvier 2013   | Zee Cine Awards               | Meilleure histoire                                        | Sujoy Ghosh, Advaita Kala                                                                  | Lauréat    |
| 7 janvier 2013   | Zee Cine Awards               | Meilleur montage                                          | Namrata Rao                                                                                | Lauréat    |
| 7 janvier 2013   | Zee Cine Awards               | Meilleur film                                             | Kahaani                                                                                    | Nomination |
| 7 janvier 2013   | Zee Cine Awards               | Meilleur réalisateur                                      | Sujoy Ghosh                                                                                | Nomination |
| 7 janvier 2013   | Zee Cine Awards               | Meilleur acteur dans un second rôle                       | Parambrata Chatterjee                                                                      | Nomination |
| 7 janvier 2013   | Zee Cine Awards               | Meilleure actrice                                         | Vidya Balan                                                                                | Nomination |
| 7 janvier 2013   | Zee Cine Awards               | Meilleur espoir masculin                                  | Parambrata Chatterjee                                                                      | Nomination |
| 7 janvier 2013   | Zee Cine Awards               | Meilleure performance dans un rôle de méchant             | Saswata Chatterjee                                                                         | Nomination |
| 12 janvier 2013  | Screen Awards                 | Meilleure actrice                                         | Vidya Balan                                                                                | Lauréat    |
| 12 janvier 2013  | Screen Awards                 | Meilleure histoire                                        | Sujoy Ghosh, Advaita Kala                                                                  | Lauréat    |
| 12 janvier 2013  | Screen Awards                 | Meilleur montage                                          | Namrata Rao                                                                                | Lauréat    |
| 12 janvier 2013  | Screen Awards                 | Meilleur direction artistique                             | Subrata Barik, Kaushik Das                                                                 | Lauréat    |
| 12 janvier 2013  | Screen Awards                 | Meilleur son                                              | Sanjay Maurya, Allwyn Rego                                                                 | Lauréat    |
| 12 janvier 2013  | Screen Awards                 | Meilleur film                                             | Kahaani                                                                                    | Nomination |
| 12 janvier 2013  | Screen Awards                 | Meilleur réalisateur                                      | Sujoy Ghosh                                                                                | Nomination |
| 12 janvier 2013  | Screen Awards                 | Meilleur casting                                          | Kahaani                                                                                    | Nomination |
| 12 janvier 2013  | Screen Awards                 | Meilleur acteur dans un second rôle                       | Parambrata Chatterjee                                                                      | Nomination |
| 12 janvier 2013  | Screen Awards                 | Meilleure actrice - critiques                             | Vidya Balan                                                                                | Nomination |
| 12 janvier 2013  | Screen Awards                 | Meilleur espoir masculin                                  | Parambrata Chatterjee                                                                      | Nomination |
| 12 janvier 2013  | Screen Awards                 | Meilleure photographie                                    | Setu                                                                                       | Nomination |
| 12 janvier 2013  | Screen Awards                 | Meilleure musique d'accompagnement                        | Clinton Cerejo                                                                             | Nomination |
| 18 janvier 2013  | Lions Gold Awards             | Meilleure actrice - critiques                             | Vidya Balan                                                                                | Lauréat    |
| 20 janvier 2013  | Filmfare Awards               | Meilleur réalisateur                                      | Sujoy Ghosh                                                                                | Lauréat    |
| 20 janvier 2013  | Filmfare Awards               | Meilleure actrice                                         | Vidya Balan                                                                                | Lauréat    |
| 20 janvier 2013  | Filmfare Awards               | Meilleur montage                                          | Namrata Rao                                                                                | Lauréat    |
| 20 janvier 2013  | Filmfare Awards               | Meilleure photographie                                    | Setu                                                                                       | Lauréat    |
| 20 janvier 2013  | Filmfare Awards               | Meilleur son                                              | Sanjay Maurya                                                                              | Lauréat    |
| 20 janvier 2013  | Filmfare Awards               | Meilleur film                                             | Sujoy Ghosh, Kushal Gada, Boundscript, Pen Movies                                          | Nomination |
| 26 janvier 2013  | Stardust Awards               | Meilleure actrice dans un film d'action ou thriller       | Vidya Balan                                                                                | Lauréat    |
| 26 janvier 2013  | Stardust Awards               | Producteur le plus sexy de l'année                        | Kushal Kantilal Gada, Sujoy Ghosh                                                          | Lauréat    |
| 26 janvier 2013  | Stardust Awards               | Star féminine de l'année                                  | Vidya Balan                                                                                | Nomination |
| 16 février 2013  | Star Guild Awards             | Meilleur réalisateur                                      | Sujoy Ghosh (ex æquo avec Anurag Basu pour Barfi!)                                         | Lauréat    |
| 16 février 2013  | Star Guild Awards             | Meilleur scénario                                         | Sujoy Ghosh                                                                                | Lauréat    |
| 16 février 2013  | Star Guild Awards             | Meilleure actrice                                         | Vidya Balan                                                                                | Lauréat    |
| 16 février 2013  | Star Guild Awards             | Meilleur son                                              | Sanjay Maurya, Allwin Rego (ex æquo avec Pritam Das, Sanjay Chaturvedi pour Shanghai (en)) | Lauréat    |
| 16 février 2013  | Star Guild Awards             | Meilleur film                                             | Kahaani                                                                                    | Nomination |
| 16 février 2013  | Star Guild Awards             | Meilleur acteur dans un second rôle                       | Nawazuddin Siddiqui                                                                        | Nomination |
| 16 février 2013  | Star Guild Awards             | Meilleur espoir masculin                                  | Parambrata Chatterjee                                                                      | Nomination |
| 16 février 2013  | Star Guild Awards             | Meilleur chanteur de play-back                            | Amitabh Bachchan (pour Ekla Cholo Re)                                                      | Nomination |
| 16 février 2013  | Star Guild Awards             | Meilleure histoire                                        | Sujoy Ghosh, Advaita Kala                                                                  | Nomination |
| 16 février 2013  | Star Guild Awards             | Meilleur dialogue                                         | Ritesh Shah                                                                                | Nomination |
| 16 février 2013  | Star Guild Awards             | Meilleure performance dans un rôle de méchant             | Saswata Chatterjee                                                                         | Nomination |
| 3 mai 2013       | National Film Awards          | Meilleur scénario                                         | Sujoy Ghosh                                                                                | Lauréat    |
| 3 mai 2013       | National Film Awards          | Meilleure montage                                         | Namrata Rao                                                                                | Lauréat    |
| 3 mai 2013       | National Film Awards          | Prix spécial du jury                                      | Nawazuddin Siddiqui                                                                        | Lauréat    |
| 6 juillet 2013   | IIFA Awards                   | Meilleure actrice                                         | Vidya Balan                                                                                | Lauréat    |
| 6 juillet 2013   | IIFA Awards                   | Meilleur montage                                          | Namrata Rao                                                                                | Lauréat    |
| 6 juillet 2013   | IIFA Awards                   | Meilleur film                                             | Kahaani                                                                                    | Nomination |
| 6 juillet 2013   | IIFA Awards                   | Meilleur réalisateur                                      | Sujoy Ghosh                                                                                | Nomination |
| 6 juillet 2013   | IIFA Awards                   | Meilleure performance dans un rôle de méchant             | Saswata Chatterjee                                                                         | Nomination |